# Королівська люстрація
Королівська люстрація (від лат. lustrum — податковий або фінансовий період, люструм) — описи державних маєтків (інвентаризація королівських маєтків). Метою люстрації було встановлення складу податного населення, його грошових і натуральних повинностей, доходів королівських економій. Хоча УРЕ стверджує, що люстрація у феодальній Речі Посполитій і Литві вперше була запроваджена у XVI столітті, однак наявні матеріали люстрації Королівства Польського 1469 року.
Описи державних маєтностей у Речі Посполитій проводились для податкових і військових потреб і здійснювалися спочатку нерегулярно, а надалі (за ухвалою Польського Сейму 1562 року) — кожні п'ять років. Люстрації містили відомості про якість земель, кількість населення, господарські витрати, чистий прибуток маєтностей та ін. Вони складалися не адміністрацією маєтку, а спеціальними чиновниками — люстраторами або люстраційними комісіями, які виконували ще й ревізорські функції. Після поділів Речі Посполитої наприкінці XVIII століття російський уряд зберіг до 1876 року проведення люстрацій на території колишніх польських володінь.